# Championnat d'Autriche de football 1982-1983
Navigation
Saison précédente Saison suivante
La saison 1982-1983 du Championnat d'Autriche de football était la 72e édition du championnat de première division en Autriche. La Bundesliga regroupe les 16 meilleurs clubs du pays au sein d'une poule unique où ils s'affrontent deux fois au cours de la saison, à domicile et à l'extérieur. À la fin de la compétition, les deux derniers du classement sont relégués et remplacés par les deux meilleurs clubs de Nationalliga, la deuxième division autrichienne.
C'est le club du SK Rapid Vienne, tenant du titre, qui remporte à nouveau le championnat en terminant en tête du classement final, à égalité de points (mais une meilleure différence de buts) avec le FK Austria Vienne et 10 points d'avance sur le FC Wacker Innsbruck. C'est le 27e titre de champion d'Autriche de l'histoire du club, qui réalise le doublé en battant facilement (3-0 puis 5-0) le FC Wacker en finale de la Coupe d'Autriche.

## Les 16 clubs participants
| - SK Rapid Vienne - Grazer AK - Linzer ASK - SV Austria Salzbourg - FC Wacker Innsbruck - SK Austria Klagenfurt - Promu de Nationalliga - SC Eisenstadt - Promu de Nationalliga - First Vienna FC- Promu de Nationalliga | - SK VÖEST Linz - FC Admira Wacker - FK Austria Vienne - SK Sturm Graz - Wiener Sport-Club - SC Neusiedl am See - Promu de Nationalliga - 1. Simmeringer SC - Promu de Nationalliga - Union Wels - Promu de Nationalliga |

## Compétition

### Classement
Le barème utilisé pour établir le classement est le suivant :
- Victoire : 2 points
- Match nul : 1 point
- Défaite : 0 point

| Rang | Équipe                  | Pts | J  | G  | N  | P  | Bp | Bc | Diff |
| ---- | ----------------------- | --- | -- | -- | -- | -- | -- | -- | ---- |
| 1    | SK Rapid Vienne T C     | 48  | 30 | 20 | 8  | 2  | 72 | 18 | +54  |
| 2    | FK Austria Vienne       | 48  | 30 | 22 | 4  | 4  | 76 | 27 | +49  |
| 3    | FC Wacker Innsbruck     | 38  | 30 | 13 | 12 | 5  | 55 | 36 | +19  |
| 4    | SK Sturm Graz           | 37  | 30 | 16 | 5  | 9  | 50 | 33 | +17  |
| 5    | SV Austria Salzbourg    | 34  | 30 | 14 | 6  | 10 | 45 | 34 | +11  |
| 6    | SK Austria Klagenfurt P | 32  | 30 | 13 | 6  | 11 | 52 | 49 | +3   |
| 7    | Grazer AK               | 32  | 30 | 12 | 8  | 10 | 40 | 40 | 0    |
| 8    | SK VÖEST Linz           | 32  | 30 | 12 | 8  | 10 | 41 | 42 | -1   |
| 9    | SC Eisenstadt P         | 29  | 30 | 8  | 13 | 9  | 41 | 48 | -7   |
| 10   | FC Admira Wacker        | 27  | 30 | 9  | 9  | 12 | 42 | 47 | -5   |
| 11   | Wiener Sport-Club       | 27  | 30 | 10 | 7  | 13 | 44 | 60 | -16  |
| 12   | Linzer ASK              | 25  | 30 | 9  | 7  | 14 | 42 | 49 | -7   |
| 13   | SC Neusiedl am See P    | 21  | 30 | 7  | 7  | 16 | 29 | 49 | -20  |
| 14   | Union Wels P            | 20  | 30 | 6  | 8  | 16 | 27 | 46 | -19  |
| 15   | First Vienna FC P       | 19  | 30 | 7  | 5  | 18 | 25 | 61 | -36  |
| 16   | 1. Simmeringer SC P     | 11  | 30 | 2  | 7  | 21 | 20 | 62 | -42  |

|  | Qualification pour la Coupe des clubs champions 1983-1984                    |
|  | Qualification pour la Coupe des Coupes 1983-1984                             |
|  | Qualification pour la Coupe UEFA 1983-1984                                   |
|  | Relégation directe en Nationalliga                                           |
|  | T Tenant du titre C Vainqueur de la Coupe d'Autriche P Promu de Nationalliga |

## Bilan de la saison
| Championnat d'Autriche de football 1982-1983 |                                   |
| Champion                                     | SK Rapid Vienne (27e titre)       |
| Coupes et trophées                           |                                   |
| Vainqueur de la Coupe d'Autriche 1982-1983   | SK Rapid Vienne                   |
| Qualifications continentales                 |                                   |
| Coupe d'Europe des clubs champions 1983-1984 | SK Rapid Vienne                   |
| Coupe des Coupes 1983-1984                   | FC Wacker Innsbruck               |
| Coupe UEFA 1983-1984                         | FK Austria Vienne                 |
| Coupe UEFA 1983-1984                         | SK Sturm Graz                     |
| Promotions et relégations                    |                                   |
| Promus en Bundesliga                         | Favoritner AC SV Sankt Veit       |
| Relégués en Nationalliga                     | First Vienna FC 1. Simmeringer SC |